# Simpelveld

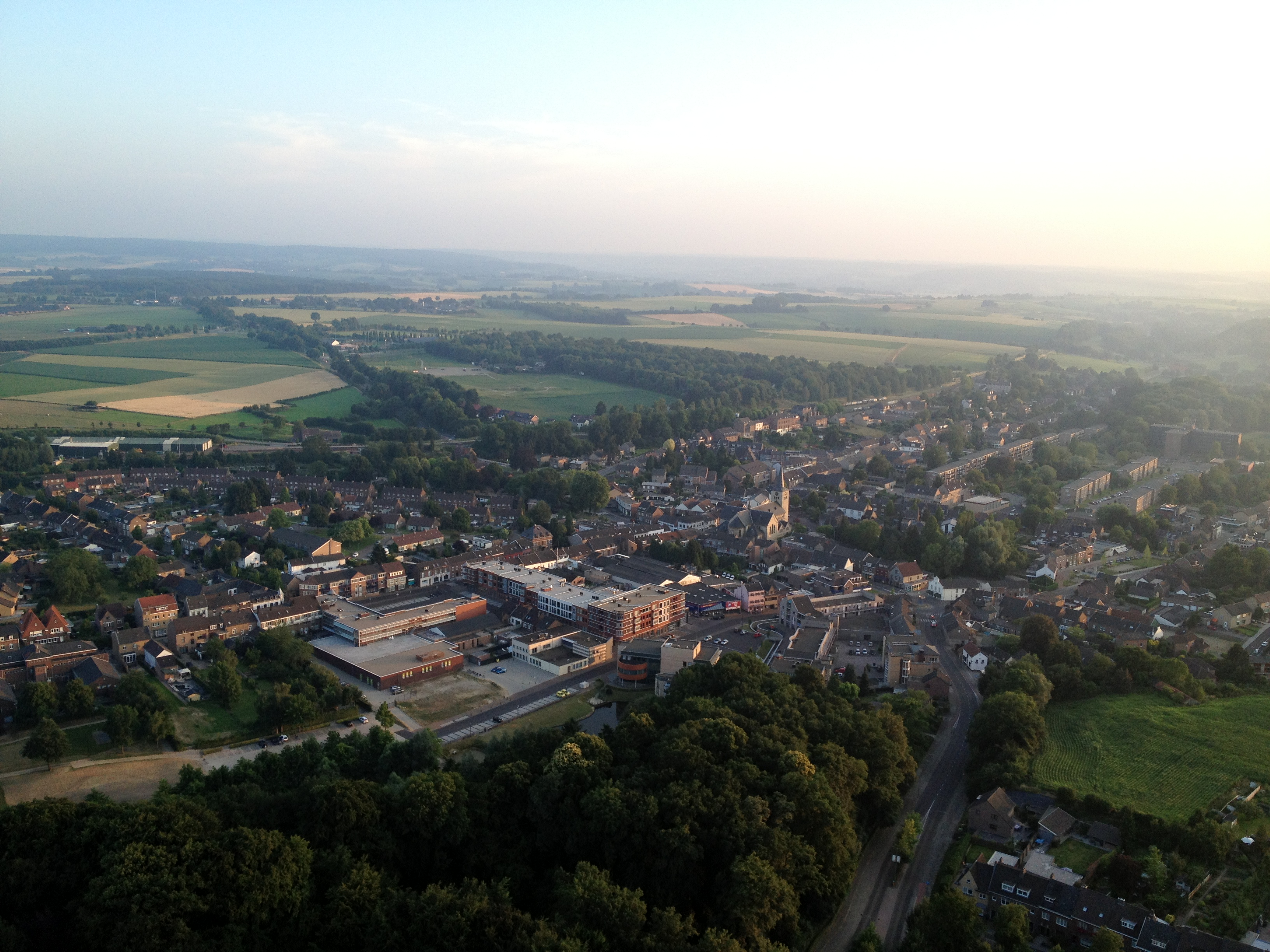
Simpelveld

Simpelveld este o comună și o localitate în provincia Limburg, Țările de Jos. 

## Localități componente
Simpelveld, Bocholtz.